# Gran Premio motociclistico di Gran Bretagna 1991
Il Gran Premio motociclistico di Gran Bretagna 1991 è stata l'undicesima prova del motomondiale del 1991.
Nella gara della classe 500 lo statunitense Kevin Schwantz vince la gara partendo dalla pole position, riportando il terzo successo di fila in questo specifico Gran Premio (essendosi imposto anche nei GP di Gran Bretagna del 1989 e del 1990).
Sono due le novità nella lista dei partecipanti a questa classe, con Niall Mackenzie che ha fatto il suo ritorno nel motomondiale come wild card, correndo con il team Roberts su una Yamaha YZR 500. Ritorno alle competizioni della classe 500 anche per Ron Haslam, che ha riportato ad una gara del motomondiale la Norton, guidando una NRS 588 a motore Wankel (lo stesso motore che è stato utilizzato nel GP d'Australia di questa stagione dalla Roton).  Così come è avvenuto al GP d'Australia per la Roton, anche per la partecipazione della Norton NRS 588 è stata necessaria una deroga da parte della Federazione Motociclistica Internazionale, visto che la cilindrata di 588 cm³ andava a sforare il limite di cubatura imposto dalla classe 500.
Nella classe 250 sfida tutta italiana, con Loris Reggiani (vincitore del precedente GP di Francia) che, partito dalla pole position, resta in battaglia per il successo con il vincitore finale Luca Cadalora, cadendo però al ventesimo giro riportando la frattura della mano ed una commozione cerebrale.
Sempre nella gara della 250, Jochen Schmid e Àlex Crivillé si rendono protagonisti di un accadimento spiacevole, caduti entrambi al primo giro, i due, rientrati ai box hanno continuato a discutere animatamente fino ad arrivare al contatto fisico (il tedesco è arrivato perfino ad afferrare per la gola lo spagnolo).
Vittoria con largo margine (oltre tredici secondi di vantaggio) per Loris Capirossi nella classe 125, seconda posizione per Fausto Gresini (compagno di squadra di Capirossi) che durante le prove si era rotto il pollice riportando anche gravi contusioni alla caviglia ed alla spalla. Nella cronaca di questa gara, da rimarcare la rimonta che ha visto protagonisti Noboru Ueda e Jorge Martínez, con una scivolata di Ueda al primo giro che ha coinvolto, facendoli cadere, oltre a Martínez anche Dirk Raudies e Ian McConnachie. Proprio Ueda e Martinez, rialzatisi dopo la caduta, danno vita ad una rimonta che li ha portati ad un quinto e sesto posto sul traguardo.
Dal punto di vista statistico da segnalare i primi punti in carriera nel motomondiale per Arie Molenaar ed anche i primi punti in una gara della 250 per Herri Torrontegui (vincitore in passato di alcune gare del campionato mondiale della classe 80).
Sono due i piloti che non prendono parte al GP a causa di infortuni durante le prove e sono: Hans Spaan in 125 che si è fratturato la clavicola durante le prove libere e Pierfrancesco Chili in 250 che si rompe l'alluce del piede sinistro in un incidente con lo spagnolo Alberto Puig (che invece non ha riportato danni fisici).
La gara dei sidecar è stata vinta da Rolf Biland e Kurt Waltisperg.
In questo fine settimana di gare viene deciso che il GP del Brasile, che doveva tenersi l'8 di settembre quale quattordicesima prova del mondiale, viene cancellato dalla FIM e sostituito da una prova sul circuito di Le Mans (denominazione ufficiale della gara: Gran Premio "Vitesse du Mans"), a seguito delle forti contestazioni dei piloti e della IRTA (associazione che tutela e rappresenta le squadre partecipanti alle gare) per ragioni di sicurezza.

## Classe 500

### Arrivati al traguardo
| Pos. | Nº | Pilota             | Squadra                     | Motocicletta     | Giri | Tempo     | Griglia | Punti |
| ---- | -- | ------------------ | --------------------------- | ---------------- | ---- | --------- | ------- | ----- |
| 1º   | 34 | Kevin Schwantz     | Lucky Strike Suzuki         | Suzuki RGV Γ 500 | 30   | 47'12.182 | 1º      | 20    |
| 2º   | 1  | Wayne Rainey       | Marlboro Team Roberts       | Yamaha YZR 500   | 30   | +0.788    | 2º      | 17    |
| 3º   | 3  | Mick Doohan        | Rothmans Honda              | Honda NSR 500    | 30   | +19.188   | 6º      | 15    |
| 4º   | 19 | John Kocinski      | Marlboro Team Roberts       | Yamaha YZR 500   | 30   | +24.857   | 3º      | 13    |
| 5º   | 5  | Wayne Gardner      | Rothmans Honda              | Honda NSR 500    | 30   | +29.617   | 4º      | 11    |
| 6º   | 7  | Eddie Lawson       | Cagiva                      | Cagiva C591      | 30   | +31.179   | 7º      | 10    |
| 7º   | 4  | Niall Mackenzie    | Team Roberts Yamaha Castrol | Yamaha YZR 500   | 30   | +35.348   | 10º     | 9     |
| 8º   | 27 | Didier de Radiguès | Lucky Strike Suzuki         | Suzuki RGV Γ 500 | 30   | +37.846   | 5º      | 8     |
| 9º   | 6  | Juan Garriga       | Ducados Yamaha              | Yamaha YZR 500   | 30   | +49.967   | 8º      | 7     |
| 10º  | 11 | Marco Papa         | Cagiva                      | Cagiva C591      | 29   | +1 giro   | 15º     | 6     |
| 11º  | 17 | Eddie Laycock      | Millar Racing               | Yamaha YZR 500   | 29   | +1 giro   | 14º     | 5     |
| 12º  | 15 | Ron Haslam         | Norton - JPS Racing         | Norton NRS 588   | 29   | +1 giro   | 16º     | 4     |
| 13º  | 32 | Michael Rudroff    | R.S. RallyeSport            | Honda RS 500     | 28   | +2 giri   | 19º     | 3     |
| 14º  | 16 | Cees Doorakkers    | HEK-Bauwmachines            | Honda RS 500     | 28   | +2 giri   | 18º     | 2     |
| 15º  | 23 | Andreas Leuthe     | Librenti Corse              | Suzuki RG 500    | 28   | +2 giri   | 22º     | 1     |
| 16º  | 24 | Helmut Schütz      | R.S. Rallye Sport           | Honda RS 500     | 27   | +3 giri   | 24º     |       |
| 17º  | 35 | Josef Doppler      | Doppler Racing              | Yamaha YZR 500   | 27   | +3 giri   | 21º     |       |

### Ritirati
| Nº | Pilota               | Squadra                     | Motocicletta           | Giri | Griglia |
| -- | -------------------- | --------------------------- | ---------------------- | ---- | ------- |
| 10 | Sito Pons            | Campsa Honda                | Honda NSR 500          | 16   | 13º     |
| 8  | Jean-Philippe Ruggia | Yamaha Sonauto Mobil 1      | Yamaha YZR 500         | 10   | 9º      |
| 37 | Michele Valdo        | Team Paton                  | Paton V115             | 9    | 20º     |
| 13 | Niggi Schmassman     | Technotron                  | Honda RS 500           | 9    | 23º     |
| 21 | Doug Chandler        | Team Roberts Yamaha Castrol | Yamaha YZR 500         | 8    | 11º     |
| 36 | Hans Becker          | Romero Racing               | Hummel - Yamaha TZ 358 | 2    | 17º     |
| 20 | Adrien Morillas      | Yamaha Sonauto Mobil 1      | Yamaha YZR 500         | 2    | 12º     |

## Classe 250

### Arrivati al traguardo
| Pos. | Nº | Pilota              | Squadra                        | Motocicletta | Giri | Tempo     | Griglia | Punti |
| ---- | -- | ------------------- | ------------------------------ | ------------ | ---- | --------- | ------- | ----- |
| 1º   | 3  | Luca Cadalora       | Rothmans-Kanemoto Honda        | Honda        | 26   | 42'09.061 | 3º      | 20    |
| 2º   | 2  | Carlos Cardús       | Repsol Honda - Cardús          | Honda        | 26   | +0.752    | 2º      | 17    |
| 3º   | 4  | Helmut Bradl        | HB Honda Racing Team Germany   | Honda        | 26   | +2.155    | 4º      | 15    |
| 4º   | 7  | Masahiro Shimizu    | Ajinomoto Honda - HRC          | Honda        | 26   | +21.025   | 6º      | 13    |
| 5º   | 5  | Wilco Zeelenberg    | Sharp Sanson - Bieffe          | Honda        | 26   | +28.683   | 8º      | 11    |
| 6º   | 6  | Martin Wimmer       | Lucky Strike Suzuki            | Suzuki       | 26   | +39.483   | 9º      | 10    |
| 7º   | 17 | Paolo Casoli        | Team Agostini - API            | Yamaha       | 26   | +43.466   | 7º      | 9     |
| 8º   | 27 | Renzo Colleoni      | Iberna Aprilia - Valesi Racing | Aprilia      | 26   | +1'07.088 | 10º     | 8     |
| 9º   | 51 | Jean Pierre Jeandat | Rothmans Honda France          | Honda        | 26   | +1'17.188 |         | 7     |
| 10º  | 16 | Alberto Puig        | Ducados Yamaha Puig            | Yamaha       | 26   | +1'17.333 | 20º     | 6     |
| 11º  | 30 | Harald Eckl         | JF Aprilia Kuhnert             | Aprilia      | 26   | +1'22.408 | 13º     | 5     |
| 12º  | 35 | José Barresi        | Yamaha Venemotos               | Yamaha       | 26   | +1'22.709 |         | 4     |
| 13º  | 56 | Herri Torrontegui   | Tecnoracing                    | Aprilia      | 26   | +1'22.988 | 18º     | 3     |
| 14º  | 33 | Stefan Prein        | HB Honda Racing Team Germany   | Honda        | 26   | +1'24.448 |         | 2     |
| 15º  | 32 | Bernard Haenggeli   | Marlboro Aprilia Mohag         | Aprilia      | 26   | +1'30.101 | 15º     | 1     |
| 16º  | 44 | Bernd Kassner       |                                | Aprilia      | 26   | +1'31.574 |         |       |
| 17º  | 15 | Carlos Lavado       |                                | Yamaha       | 26   | +1'32.820 |         |       |
| 18º  | 37 | Kevin Mitchell      |                                | Aprilia      | 26   | +1'40.481 |         |       |
| 19º  | 55 | Eskil Suter         |                                | Aprilia      | 25   | +1 giro   |         |       |
| 20º  | 36 | Jean Foray          |                                | Yamaha       | 25   | +1 giro   |         |       |
| 21º  | 69 | Frédéric Protat     |                                | Aprilia      | 25   | +1 giro   |         |       |
| 22º  | 18 | Andreas Preining    |                                | Aprilia      | 25   | +1 giro   |         |       |
| 23º  | 41 | Stefano Caracchi    |                                | Yamaha       | 25   | +1 giro   |         |       |
| 24º  | 44 | Urs Jücker          |                                | Yamaha       | 25   | +1 giro   |         |       |
| 25º  | 14 | Peter Lindén        |                                | Honda        | 25   | +1 giro   |         |       |
| 26º  | 42 | Fausto Ricci        |                                | Yamaha       | 25   | +1 giro   |         |       |
| 27º  | 22 | Stefano Pennese     |                                | Aprilia      | 25   | +1 giro   |         |       |

### Ritirati
| Nº | Pilota                    | Motocicletta | Giri | Griglia |
| -- | ------------------------- | ------------ | ---- | ------- |
| 13 | Loris Reggiani            | Aprilia      | 20   | 1º      |
| 34 | Patrick van den Goorbergh | Yamaha       | 19   |         |
| 19 | Marcellino Lucchi         | Aprilia      | 16   | 11º     |
|    | Max Biaggi                | Aprilia      | 12   |         |
| 45 | Corrado Catalano          | Honda        | 8    |         |
| 57 | Steve Hislop              | Honda        | 1    |         |
| 54 | Erkka Korpiaho            | Aprilia      | 1    |         |
| 11 | Àlex Crivillé             | JJ Cobas     | 0    | 14º     |
| 8  | Jochen Schmid             | Honda        | 0    | 5º      |

### Non partito
| Nº | Pilota              | Motocicletta |
| -- | ------------------- | ------------ |
| 9  | Pierfrancesco Chili | Aprilia      |

### Non qualificati
| Nº | Pilota          | Motocicletta |
| -- | --------------- | ------------ |
| 46 | Renato Colleoni | Aprilia      |
| 39 | Alan Carter     | Honda        |
| 38 | Ian Newton      | Yamaha       |
| 26 | John Cornwell   | Yamaha       |
| 28 | Mike Wilson     | Yamaha       |
| 52 | Kevin Hellyer   | Yamaha       |
| 50 | Stuart Edwards  | Yamaha       |

## Classe 125

### Arrivati al traguardo
| Pos. | Nº | Pilota              | Squadra                     | Motocicletta | Giri | Tempo     | Griglia | Punti |
| ---- | -- | ------------------- | --------------------------- | ------------ | ---- | --------- | ------- | ----- |
| 1º   | 1  | Loris Capirossi     | AGV - Pileri Corse          | Honda        | 24   | 41'30.007 | 1º      | 20    |
| 2º   | 7  | Fausto Gresini      | AGV - Pileri Corse          | Honda        | 24   | +13.249   | 7º      | 17    |
| 3º   | 22 | Peter Öttl          | AGV Racing Team Deutschland | Bakker-Rotax | 24   | +19.460   | 15º     | 15    |
| 4º   | 12 | Gabriele Debbia     | Team Italia                 | Aprilia      | 24   | +31.084   | 11º     | 13    |
| 5º   | 37 | Noboru Ueda         | Hero Sports TS              | Honda        | 24   | +37.069   | 6º      | 11    |
| 6º   | 5  | Jorge Martínez      | Metraux-Coronas             | Honda        | 24   | +37.268   | 12º     | 10    |
| 7º   | 3  | Bruno Casanova      | Semprucci IDM               | Honda        | 24   | +39.032   | 3º      | 9     |
| 8º   | 35 | Kazuto Sakata       | ELF Kepla - Meiko           | Honda        | 24   | +39.110   | 9º      | 8     |
| 9º   | 48 | Oliver Petrucciani  | Marlboro Aprilia Mohag      | Aprilia      | 24   | +39.687   | 14º     | 7     |
| 10º  | 61 | Antonio Sánchez     | RFME Ducados                | JJ Cobas     | 24   | +39.829   | 23º     | 6     |
| 11º  | 46 | Arie Molenaar       | Sharp Samson Racing         | Honda        | 24   | +46.050   |         | 5     |
| 12º  | 16 | Koji Takada         | Team Takeshima              | Honda        | 24   | +49.174   |         | 4     |
| 13º  | 40 | Johnny Wickström    | Silja Line Racing           | Honda        | 24   | +55.267   |         | 3     |
| 14º  | 14 | Julián Miralles     | Coronas Racing              | JJ Cobas     | 24   | +55.669   | 25º     | 2     |
| 15º  | 9  | Alessandro Gramigni | Team Italia                 | Aprilia      | 24   | +1'03.442 | 10º     | 1     |
| 16º  | 52 | Jos van Dongen      |                             | Honda        | 24   | +1'04.231 |         |       |
| 17º  | 57 | Stefan Kurfiss      |                             | Honda        | 24   | +1'14.632 |         |       |
| 18º  | 20 | Hisashi Unemoto     |                             | Honda        | 24   | +1'33.137 |         |       |
| 19º  | 15 | Maurizio Vitali     |                             | Gazzaniga    | 23   | +1 giro   |         |       |
| 20º  | 18 | Robin Appleyard     |                             | Honda        | 21   | +3 giri   |         |       |

### Ritirati
| Nº | Pilota           | Motocicletta | Griglia |
| -- | ---------------- | ------------ | ------- |
| 4  | Dirk Raudies     | Honda        | 13º     |
| 36 | Ian McConnachie  | Honda        |         |
| 60 | Carlos Giró      | JJ Cobas     | 5º      |
| 58 | Kin'ya Wada      | Honda        |         |
| 28 | Ralf Waldmann    | Honda        | 4º      |
| 6  | Ezio Gianola     | Derbi        | 2º      |
| 43 | Manuel Hernández | Honda        | 36º     |
| 39 | Nobuyuki Wakai   | Honda        |         |
| 29 | Peter Galvin     | Honda        |         |
| 34 | Emilio Cuppini   | Gazzaniga    | 8º      |
| 10 | Heinz Lüthi      | Honda        |         |
| 17 | Steve Patrickson | Honda        |         |
| 49 | Luis Alvaro      | Derbi        | 28º     |
| 41 | Alain Bronec     | Honda        |         |
| 38 | Serafino Foti    | Honda        |         |
| 11 | Adi Stadler      | JJ Cobas     |         |

### Non qualificati
| Nº | Pilota             | Motocicletta |
| -- | ------------------ | ------------ |
| 62 | Stefan Brägger     | Honda        |
| 26 | Javier Debón       | Honda        |
| 59 | Jean-Claude Selini | Honda        |

### Non partito
| Nº | Pilota     | Motocicletta |
| -- | ---------- | ------------ |
| 2  | Hans Spaan | Honda        |

## Classe sidecar
Fonte:

### Arrivati al traguardo (posizioni a punti)
| Pos. | Nº | Pilota             | Passeggero       | Costruttore   | Giri | Tempo     | Griglia | Punti |
| ---- | -- | ------------------ | ---------------- | ------------- | ---- | --------- | ------- | ----- |
| 1º   | 4  | Rolf Biland        | Kurt Waltisperg  | LCR - Honda   | 24   | 39'34.111 | 1º      | 20    |
| 2º   | 3  | Steve Webster      | Gavin Simmons    | LCR - Krauser | 24   | +2.822    | 2º      | 17    |
| 3º   | 2  | Egbert Streuer     | Peter Brown      | LCR - Krauser | 24   | +29.320   | 3º      | 15    |
| 4º   | 1  | Alain Michel       | Simon Birchall   | LCR - Krauser | 24   | +52.210   |         | 13    |
| 5º   | 9  | Masato Kumano      | Eckart Rösinger  | LCR - Yamaha  | 24   | +1'02.424 |         | 11    |
| 6º   | 7  | Yoshisada Kumagaya | Brian Houghton   | LCR - Krauser | 24   | +1'08.471 |         | 10    |
| 7º   | 15 | Barry Brindley     | Scott Whiteside  | LCR - Krauser | 24   | +1'09.144 |         | 9     |
| 8º   | 19 | Klaus Klaffenböck  | Christian Parzer | LCR - Yamaha  | 24   | +1'18.431 |         | 8     |
| 9º   |    | Markus Egloff      | Urs Egloff       | SMS - Krauser |      |           |         | 7     |
| 10º  |    | Theo van Kempen    | Geral de Haas    | LCR - Krauser |      |           |         | 6     |
| 11º  |    | Tony Wyssen        | Kilian Wyssen    | LCR - Krauser |      |           |         | 5     |
| 12º  |    | Markus Bösiger     | Peter Markwalder | LCR - Krauser |      |           |         | 4     |
| 13º  |    | Tony Baker         | Simon Prior      | LCR - Krauser |      |           |         | 3     |
| 14º  |    | Werner Kraus       | Thomas Schröder  | Busch - ADM   |      |           |         | 2     |
| 15º  |    | Robert Fisher      | Trevor Crone     | LCR - Krauser |      |           |         | 1     |

## Fonti e bibliografia
1. 1 2 3 4   Giancarlo Di Filippo, Sfreccia la coppia d'oro, su archiviolastampa.it, 5 agosto 1991,  p. 28.
2. 1 2 3 4 5   Carlo Braccini, Le due «C» del successo (PDF) [collegamento interrotto], su archiviostorico.unita.it, 5 agosto 1991,  p. 21.
3. ↑  (FR) LE COUP DE CHAPEAU DE KEVIN SCHWANTZ, su archives.lesoir.be, 5 agosto 1991.
4. ↑    Sidecarshop, FIM Sidecar World Championship Donington 1991, su YouTube, 19 gennaio 2016.

- El Mundo Deportivo del 4 agosto 1991, pag. 42, su hemeroteca.mundodeportivo.com.